# Rayne (Essex)
Pour les articles homonymes, voir Rayne.
Rayne est un village et une paroisse civile de l'Essex, en Angleterre.